# جامعة ريدنغ
جامعة ريدنغ هي إحدى الجامعات البريطانية في ريدنغ في بيركشاير والتي تأسست عام 1892. وهي إحدى الجامعات العريقة الراسخة في المجال البحثي والتعليمي والتدريبي على جميع المستويات المحلية والوطنية والعالمية. حازت الجامعة على جائرة الملكة السنوية للتعليم العالي والمستمر في العام 1998 والعام 2005. وهي أحد أهم عشر جامعات بحثية في المملكة المتحدة ومن بين أهم 200 جامعة على مستوى العالم حسب التصنيف السنوي للتعليم العالي في مجلة التايمز في العام 2009.

## المتاحف والمكتبات
هنالك أربعة متاحف في جامعة ريدنج، بالإضافة إلى مكتبتين رئيسيتين في الحرم الجامعي بالإضافة إلى عدد من المكتبات في الأقسام المختلفة من الجامعة. ومن أهم المتاحف وأكبرها في الجامعة متحف الحياة الريفية الإنجليزية والذي يوجد موقعه حالياً في منطقة قرب مركز المدينة. 
تشتمل المكتبة الرئيسية في حرم وايتنايتس على مجموعة كبيرة من الكتب تتجاوز 1,2 مليون كتاب كما يوجد هنالك العديد من المصادر الإلكترونية والفيديو والملفات الأرشيفية. وتبلغ مساحة المكتبة 14,000 متر مربع في خمسة طوابق بالإضافة إلى طابق للخدمات ومركز لتبادل المعلومات.

## وصلات خارجية
- الموقع الرسمي للجامعة (بالإنجليزية)